# Collège allemand de Barcelone
Le Collège allemand de Barcelone (en catalan: Col·legi Alemany de Barcelona et en allemand :  Deutsche Schule Barcelona, abrégé en DSB) est un centre pédagoque fondé en 1894 à Barcelone et situé depuis 1977 à Esplugues de Llobregat.

## Personnalités liées au collège
- Adi Enberg[1]
- Jordi Pujol[2]
- Juan Antonio Samaranch
- Salvador Espriu[3]
- Antoni Tàpies
- Òscar Tusquets
- Àlex Brendemühl[4]
- Álvaro Soler[5]
- Fernando Carro de Prada